# Юдита Габсбург
Юдита (Гута) Габсбург (нем. Jutta von Habsburg; 13 марта 1271, Райнфельден — 18 июня 1297, Прага) — королева Чехии.

## Биография
Юдита была дочерью короля Германии Рудольфа I и Гертруды фон Гогенберг. Уже в пятилетнем возрасте она стала объектом политики: её отец подписал в Вене мир с чешским королём Пржемыслом Отакаром II, и было решено, что Юдита выйдет замуж за наследника Пржемысла Отакара II — Вацлава II.
Формальная брачная церемония состоялась в 1279 году в Йиглаве, вторая свадьба — в начале 1285 года в Хебе. Так как Юдита была ещё очень молода, то после свадьбы Рудольф забрал её обратно в Германию.
В 1287 году Вацлав собрался короноваться, однако церемония не могла состояться без супруги, и лишь по этой причине ему удалось добиться, чтобы его жена приехала в Чехию. Как и её отец, Юдита ненавидела Завишу, женившегося в 1285 году на вдове Пржемысла Отакара II Кунигунде, и игравшего после её смерти заметную роль при пражском дворе. Юдита приложила усилия для того, чтобы Завиша был предан суду и казнён. Также Юдита старалась примирить мужа со своим братом, германским королём Альбрехтом I. Благодаря Юдите пражский двор подвергся сильному германскому влиянию.
В 1297 году наконец состоялась церемония коронации, в результате которой Вацлав и Юдита стали королём и королевой Чехии. Юдита только что родила очередного ребёнка и на церемонии плохо себя чувствовала, а через несколько недель скончалась.

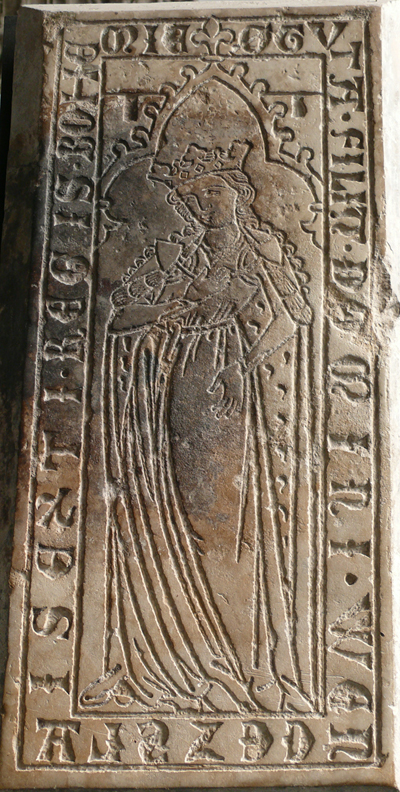
Надгробная плита Юдиты Габсбург в Праге

## Дети
После своего приезда в Чехию Юдита почти постоянно была беременна, рожая по ребёнку в год. Всего у Вацлава и Юдиты было десять детей:
1. Пржемысл Отакар (6 мая 1288 — 19 ноября 1288)
2. Вацлав III (6 октября 1289 — 4 августа 1306); Король Чехии, Король Венгрии и Король Польши
3. Анежка, близнец Вацлава. Умерла в детстве.
4. Анна (10 октября 1290 — 3 сентября 1313), вышла замуж в 1306 году за Генриха Хорутанского
5. Элишка (20 января 1292 — 28 сентября 1330), вышла замуж в 1310 году за Иоанна Люксембургского
6. Гута (3 марта 1293 — 3 августа 1294)
7. Ян (26 февраля 1294 — 1 марта 1295)
8. Ян (21 февраля 1295 — 6 декабря 1296)
9. Маркета (21 февраля 1296 — 8 апреля 1322), вышла замуж в 1308 за Болеслава III, силезского князя
10. Гута († 21 мая 1297)